# Everett (nome)
Everett  è un nome proprio di persona inglese maschile.

## Varianti
- Maschili: Everette[2], Everitt[2]

## Origine e diffusione
Riprende il cognome inglese Everett, a sua volta derivante dal nome inglese Everard (o dalla sue versioni olandesi Evert o Everhart); come nome, è in uso dal XVIII secolo.

## Onomastico
Il nome è adespota, ovvero non è portato da alcun santo, quindi l'onomastico ricorre il 1º novembre, giorno di Ognissanti.

## Persone

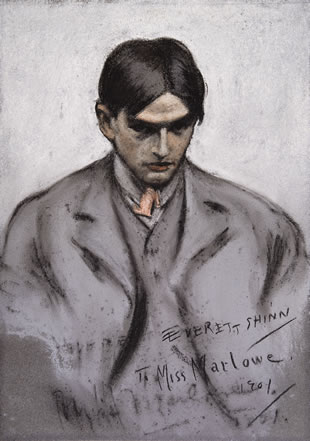
Everett Shinn

- Everett Alvarez, militare statunitense
- Everett Bradley, multiplista statunitense
- Everett Francis Briggs, religioso statunitense
- Everett Dawkins, giocatore di football americano statunitense
- Everett Lee, direttore d'orchestra e violinista statunitense
- Everett McGill, attore statunitense
- Everett Shinn, pittore statunitense
- Everett Sloane, attore statunitense

## Il nome nelle arti
- Everett Ducklair è un personaggio della serie a fumetti PK.
- Everett Ross è un personaggio dei fumetti Marvel Comics.
- Everett Young è un personaggio della serie televisiva Stargate Universe.